# Trimalaconothrus saxosus
Trimalaconothrus saxosus är en kvalsterart som beskrevs av Knülle 1957. Trimalaconothrus saxosus ingår i släktet Trimalaconothrus och familjen Malaconothridae. Inga underarter finns listade i Catalogue of Life.